# Socorro (São Paulo)
Socorro is een gemeente in de Braziliaanse deelstaat São Paulo. De gemeente telt 34.447 inwoners (schatting 2009).

## Aangrenzende gemeenten
De gemeente grenst aan Águas de Lindóia, Lindóia, Monte Alegre do Sul, Pedra Bela, Pinhalzinho, Serra Negra, Bueno Brandão (MG), Monte Sião (MG), Munhoz (MG) en Toledo (MG).